# Arthur Darvill
Thomas Arthur Darvill (født 17. juni 1982 i Birmingham) er en engelsk skuespiller som professionelt benytter navnet  Arthur Darvill. Han er kendt for sit skuespil som Terre Haute (2006) og Swimming with Sharks (2007). Han er også kendt for sin rolle som Den ellevte Doktors følgesvend Rory Williams i tv-serien Doctor Who. Han spiller også rollen som pastor Paul Coates i tv-serien Broadchurch og som Rip Hunter i serien Legends of Tomorrow.